# Campllonch
Campllonch (en catalán y oficialmente desde 1981 Campllong) es un municipio español de la comarca del  Gironés, en la provincia de Gerona, Cataluña, situado al sur de la ciudad de Gerona. 

## Demografía
Campllonch cuenta con una población de 544 habitantes (INE 2024).
| Gráfica de evolución demográfica de Campllonch entre 1842 y 2021 |
| |
| Población de derecho según los censos de población del INE Población de hecho según los censos de población del INEEn estos censos se denominaba Camplloch: 1842, 1857, 1860, 1877, 1887, 1897, 1900, 1910, 1920, 1930, 1940, 1950, 1960, 1970 y 1981 |

## Economía
Agricultura de secano y de regadío y ganadería.

## Historia
Aparece documentado por primera vez en 899 con la forma Campolongum.

## Monumentos y lugares de interés

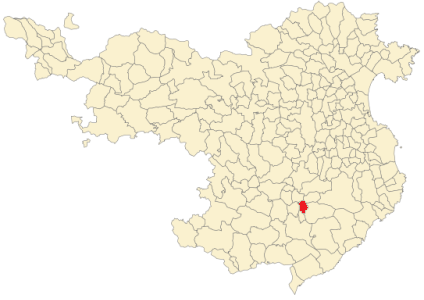
Situación de Campllong en la provincia de Gerona.

- Iglesia de Sant Quirze y Santa Julita, de origen medieval, con numerosas modificaciones.